# Bernhard von Waldeck
Bernhard von Waldeck (* 1561 in Landau; † 11. März 1591 in Iburg) war von 1585 bis 1591 Bischof von Osnabrück.

## Leben
Bernhard von Waldeck war Sohn des Grafen Johann I. von Waldeck-Landau und dessen Frau Anna zur Lippe als fünftes von sechs Kindern. Damit gehörte er dem Haus Waldeck an.
Waldeck wurde 1585 Bischof von Osnabrück. Die Zuordnung Bernhard von Waldecks zur katholischen oder evangelischen Konfession wird unterschiedlich vorgenommen. Von Seiten des Bistums Osnabrück wird er heute als evangelischer Bischof geführt. Allerdings legte er am 29. Januar 1586 den Eid auf das Tridentinum ab.
Waldeck war ein Neffe des früheren Bischofs Franz von Waldeck.